# Клинчпорт (Вирџинија)
Клинчпорт (енгл. Clinchport) град је у америчкој савезној држави Вирџинија. По попису становништва из 2010. у њему је живело 70 становника.

## Демографија
Према попису становништва из 2010. у граду је живело 70 становника, што је 7 (9,1%) становника мање него 2000. године.
| Група             | 2000.      | 2010.       |
| Белци             | 75 (97,4%) | 70 (100,0%) |
| Афроамериканци    | 0 (0,0%)   | 0 (0,0%)    |
| Азијати           | 0 (0,0%)   | 0 (0,0%)    |
| Хиспаноамериканци | 1 (1,3%)   | 0 (0,0%)    |
| Укупно            | 77         | 70          |